# Chikwangue

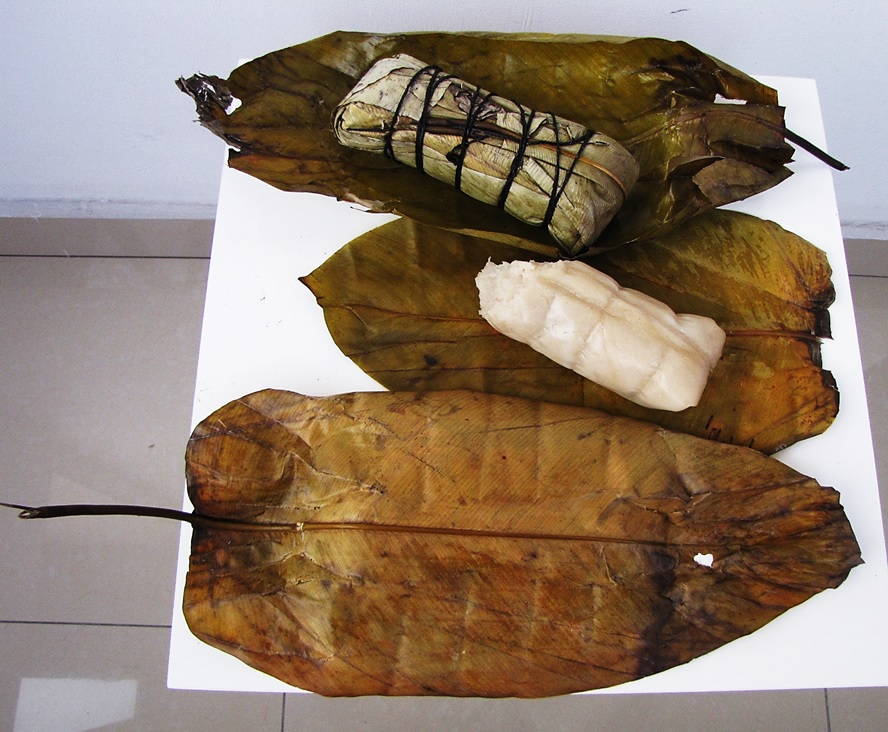
Chikwangue

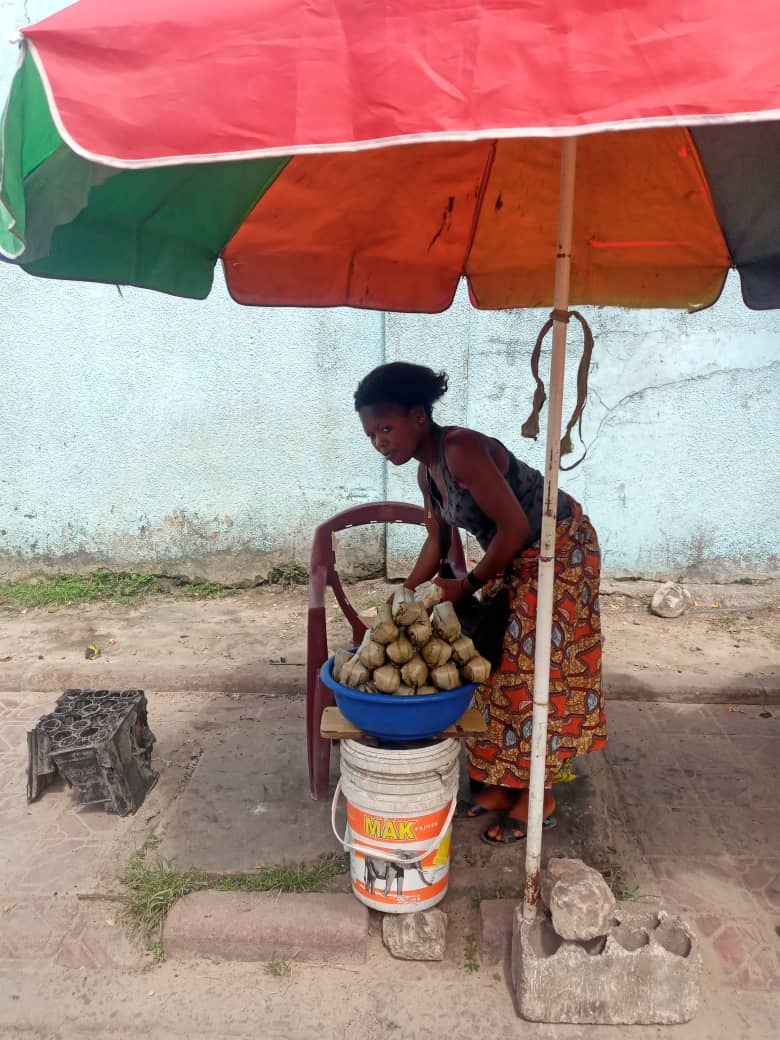
Vendedora de chikwangue en Kinshasa.

La Chikwangue, a veces kwanga, es un alimento tradicional de la cuenca del río Congo, y sobre todo de la República Democrática del Congo y de la República del Congo. Se trata de un pan de mandioca macerado y envuelto en una hoja de bananero y hervido en agua. De consistencia elástica, poco gustativo y con pocos nutrientes, la chikwangue se utiliza generalmente para acompañar o para mojar salsas (sobre todo de pili-pili, salsa de guindillas ). 
La chikwangue se conserva durante largo tiempo, hasta 20 días después de su embalaje. Es recomendada para los viajeros y a veces se consume sin condimento. Es el alimento base de la mayoría de pueblos de la cuenca del río Congo, sobre todo de los Bangala. 
Este plato estaba ya extendido en la cuenca del río pocos siglos después de los primeros contactos con los portugueses en las costas y de la importación de la mandioca. Es, pues, uno de los vestigios y pruebas de la existencia de redes comerciales avanzadas entre los antiguos pueblos del África ecuatorial. Hoy en día la chikwangue se fabrica y se consume también en la diáspora africana.